# Sveti Križ (żupania zagrzebska)
Sveti Križ – wieś w Chorwacji, w żupanii zagrzebskiej, w gminie Marija Gorica. W 2011 roku liczyła 434 mieszkańców.